# Gądków Wielki
Gądków Wielki (prononciation : [ˈɡɔntkuf ˈvjɛlki]) est un village polonais de la gmina de Torzym dans le powiat de Sulęcin de la voïvodie de Lubusz dans l'ouest de la Pologne.
Il se situe à environ 11 kilomètres au sud-ouest de Torzym (siège de la gmina), 26 kilomètres au sud-ouest de Sulęcin (siège de le powiat), 50 kilomètres au nord-ouest de Zielona Góra (siège de la diétine régionale) et 58 kilomètres au sud de Gorzów Wielkopolski (capitale de la voïvodie).
Le village comptait approximativement une population de 630 habitants en 2009.

## Histoire
Le nom allemand du village était Groß Gandern. Après la réforme administrative du royaume de Prusse en 1815, Groß Gandern entre dans l'arrondissement de Sternberg-en-Nouvelle-Marche, qui est divisé ensuite, et elle fait partie de l'arrondissement de Sternberg-Ouest qui est lui-même partie du district de Francfort-sur-l'Oder au sein de la province de Brandebourg.
Après la Seconde Guerre mondiale, avec la mise en œuvre de la ligne Oder-Neisse, le village est intégré à la République populaire de Pologne. La population d'origine allemande est expulsée et remplacée par des polonais.
De 1975 à 1998, le village appartenait administrativement à la voïvodie de Zielona Góra.

Depuis 1999, il appartient administrativement à la voïvodie de Lubusz